# Friedrich von Ehrhardt
Johann Karl Friedrich Ehrhardt, seit 1854 von Ehrhardt (* 26. September 1789 in Wesel; † 1. Juli 1864 in Berlin) war ein preußischer Generalmajor und Kommandeur der 8. Infanterie-Brigade.

## Leben

### Herkunft
Friedrich war der Sohn des Offiziers und späteren Bauinspektors Gottlob Friedrich Ehrhardt (1758–1824) und dessen Ehefrau Jacobine Wilhelmine, geborene Hiccius (1764–1841).

### Militärkarriere
Ehrhardt trat am 24. April 1803 als Bombardier in das 3. Artillerie-Regiment der Preußischen Armee ein und wurde am 26. September 1803 auf die Fahne vereidigt. Anfang Juni 1805 kam er als Junker zur Westfälischen Füsilierbrigade, nahm während des Vierten Koalitionskriegs an der Schlacht bei Jena teil und wurde auf dem Rückzug nach Lübeck durch die Kapitulation von Ratekau inaktiv gestellt.
Er wechselte daraufhin als Sekondeleutnant Anfang Januar 1808 in die Armee des von Napoleon neuerrichteten Großherzogtums Berg und stieg Mitte September 1808 zum Premierleutnant auf. Ehrhardt nahm mit dem bergischen Kontingent 1809/10 am Spanienfeldzug teil und kämpfte bei der Belagerung von Gerona. Im Gefecht bei St. Lorenzo de la Muga wurde er verwundet und mit dem Kreuz der französischen Ehrenlegion ausgezeichnet. Für sein Verhalten beim Sturm auf Gerona beförderte man ihm als Auszeichnung zum Kapitän. 1810 kämpfte er im Russlandfeldzug bei Studienka, Czasnitzki und Smorgon. An der Beresina wurde Ehrhardt erneut verwundet. Nach seiner Rückkehr aus Russland fungierte er 1814 als Etappenkommandant am Rhein.
Am 2. April 1815 trat Ehrhardt in preußische Dienste über und wurde als Kapitän beim 2. Schlesischen Landwehr-Infanterie-Regiment angestellt. Er nahm im gleichen Jahr noch am Gefecht bei Saint-Denis sowie der Schlacht bei Waterloo teil, wofür Ehrhardt das Eiserne Kreuz II. Klasse erhielt. Nach dem Krieg wurde er am 18. Mai 1816 der 1. und 2. Schützenabteilung aggregiert. Daran schlossen sich Verwendung im 38. und 37. Infanterie-Regiment an. Unter Beförderung zum Major wurde Ehrhardt am 25. Juni 1831 als Kommandeur des I. Bataillon im 32. Landwehr-Regiment nach Delitzsch versetzt. Er avancierte Mitte September 1841 zum Oberstleutnant und wurde am 7. April 1842 Kommandeur des II. Bataillons im 24. Infanterie-Regiment in Neuruppin. In dieser Stellung erhielt er Ende September 1843 den Sankt-Stanislaus-Orden II. Klasse. Mit seiner Beförderung zum Oberst beauftragte man ihn am 30. März 1844 zunächst mit der Führung des Regiments und ernannte Erhardt am 14. Januar 1845 zum Regimentskommandeur. Er erhielt dann am 24. August 1848 das Kommando über die 4. Infanterie-Brigade in Bromberg und stieg am 4. April 1850 zum Generalmajor auf. Ehrhardt übernahm am 4. Mai 1852 die neuformierte und ebenfalls in Bromberg stationierte 8. Infanterie-Brigade. Nachdem er am 26. Oktober 1853 den Stern zum Roten Adlerorden II. Klasse mit Eichenlaub erhalten hatte, nahm Ehrhardt am 11. Mai 1854 seinen Abschied mit Pension.
Nach seiner Verabschiedung erhob König Friedrich Wilhelm IV. ihn am 2. Mai 1854 in den erblichen preußischen Adelsstand. Er starb am 1. Juli 1864 in Berlin und wurde am 4. Juli 1864 auf dem Alten Garnisonfriedhof beigesetzt.

### Familie
Ehrhardt heiratete am 26. September 1820 in Brieg Elisabeth von Dalwigk (1799–1854), eine Tochter des Georg Ludwig Friedrich von Dalwig. Das Paar hatte eine Tochter:
- Elise (1835–1888) ⚭ Wilhelm Friedrich Besser (1816–1884), Dr. theol.[1]

Nach der Scheidung von seiner ersten Frau am 15. Juli 1834, die sich 1835 mit dem Major Ferdinand Franz von Pritzelwitz (1796–1846), Sohn des Karl Ludwig von Pritzelwitz vermählte, heiratete Ehrhardt am 5. Oktober 1835 in Naumburg (Saale) Cäcilie Bauer von Bauern (1815–1880). Aus der Ehe gingen folgende Kinder hervor:
- Anna (1836–1919) ⚭ 1857 Ottokar von Tilly (1823–1881), preußischer Generalleutnant
- Erich (1840–1899), preußischer Generalmajor ⚭ Klara von Natzmer (* 1849)